# Miquel Ramon i Quiles
Miquel Ramon i Quiles (València, 27 de juny de 1951) és un polític valencià, diputat a les Corts Valencianes entre 1987 i 1991 i també durant els anys 1992 i 1995. i senador entre 1991 i 1995 per Unió Valenciana.
És fill de l'exalcalde de València Miguel Ramón Izquierdo i actualment forma part del partit Units per València.

## Trajectòria política
Treballà com a graduat social (Laboralista) i de 1977 a 1982 va formar part del Comitè Executiu de la "Feria Internacial del Arte en Metal" (FIAM). També fou vocal segon de la junta de govern de Lo Rat Penat.
La seua inquietud valencianista es va traduir en la militància en la formació Unió Valenciana, partit blaver fundat per son pare (Miguel Ramón Izquierdo) i Vicent González Lizondo, i per la que va ser diputat a les Corts Valencianes a les eleccions de 1987 i 1991 i senador designat per aquestes. En la seua etapa al Senat, abandonaria la formació regionalista en setembre de 1992, en ser expulsat juntament amb son pare pel nou president del partit, Vicent González Lizondo. A partir d'eixe moment, Miquel Ramon entraria a militar a Esquerra Nacionalista Valenciana. Dins d'ENV va formar part de les infructuoses reunions entre Rafael Blasco, Pepa Chesa i Vicent González Lizondo per tal de formar la Convergència Democràtica Valenciana. Poc després, quan, segons paraules seues Hèctor Villalba tornà a marcar les diferències en els partits centralistes, va tornar a militar a Unió Valenciana. Posteriorment, tornaria a abandonar UV pel pacte que aquesta formació va signar amb el PP l'any 2004, pel qual José María Chiquillo va ser triat com a senador del PP. Més endavant, durant un breu període, va tornar a militar en Unió Valenciana en l'etapa presidida per José Manuel Miralles.
Per a les eleccions municipals espanyoles de 2011 va ser el cap de llista d'Units per València a l'Ajuntament de València, sense obtenir representació al consistori.